# Rotterdamkonventionen

Rotterdamkonventionen (även kallad PIC. Engelska: Rotterdam Convention on the Prior Informed Consent Procedure for Certain Hazardous Chemicals and Pesticides in International Trade) är ett regelverk utformat för att försöka begränsa användningen och spridningen av vissa farliga kemikalier och bekämpningsmedel i internationell handel. 
Utgångspunkten är att varje part har rätt att förhindra import av farliga kemikalier till sitt territorium. Konventionen har en lista över kemikalier som omfattas av kravet på förhandsinformation och förhandsgranskning och den importerande statens medgivande för importen.  
Sveriges undertecknade konventionen den 11 september 1998 (SÖ 2003:58). Konventionen trädde i kraft den 24 februari 2004.